# Stradaperta
Stradaperta sono un gruppo musicale italiano che si forma a Roma nel febbraio del 1974.

## Storia

### 1974
Iniziano a suonare nei locali dell'area romana Folkstudio, L'Occhio L'Orecchio La Bocca e nei festival organizzati nelle scuole e licei della capitale.
Partecipano al IV Festival di Musica d'Avanguardia e di Nuove Tendenze di Villa Borghese, organizzato da Massimo Bernardi e presentato da Eddie Ponti, vincendo il premio come miglior gruppo esordiente. Al gruppo si unisce Gianni Dearca che oltre a scrivere i testi, sarà il fonico nei concerti.
Alla fine di luglio partecipano alle Giornate contro tutte le violenze organizzate dal Partito Radicale presso i giardini della Basilica di San Paolo fuori le mura.
Partecipano al Festival Rock di Montefiascone con Area, Biglietto per l'Inferno.
Il gruppo partecipa al Festival Pop di Villa Pamphili organizzato da Giovanni Cipriani e presentato sempre da Eddie Ponti.
Scrivono la musica per Mascheropoli del regista Giancarlo Sepe.

### 1975
Questo è un anno fondamentale per Il gruppo.
Continuano a suonare nei vari locali romani, come Centro Musica e sono sempre presenti ai principali festival organizzati nella capitale.
Incontrano Antonello Venditti che li porta alla IT di Vincenzo Micocci e proprio con l'etichetta romana, in marzo, firmano il loro primo contratto discografico. Presso gli studi del Cenacolo, a Roma, iniziano a registrare ed elaborare nuovi brani. In quel periodo Antonello sta iniziando le registrazioni dell'LP Lilly negli studi della RCA. Proprio in occasione della registrazione di Compagno di Scuola, ci sarà il primo tentativo di collaborazione con il cantautore.
Acquistano il pullmino Volkswagen.
Al Teatro Trianon, domenica 11 maggio 1975, registrano dal vivo, nello stesso giorno, il loro brano Maida Vale e insieme ad Antonello Venditti Compagno di Scuola. I due brani saranno pubblicati nel doppio LP Domenica musica. La prima occasione discografica per Stradaperta.
Si esibiscono alla 1ª Mostra "Il Suono" al Palazzo dei Congressi di Roma, un'importante rassegna che vede i migliori gruppi e cantautori del momento avvicendarsi sul palco, nei tre giorni della manifestazione. Sono la band di supporto al concerto dei Van der Graaf Generator al Palasport di Roma.

### 1976
Alla fine del gennaio avviene il divorzio dalla IT di Vincenzo Micocci. Continua la serie di concerti in tutta Italia. Entra a far parte del gruppo il cantante/attore olandese Peter Deno, già nel cast del film Orfeo 9 di Tito Schipa Jr.. A seguito della elezione di quattro deputati radicali alle elezioni politiche nazionali (domenica 20 giugno), partecipano alla festa/concerto a Piazza Navona. Sarà una delle migliori performance del gruppo dal vivo. In agosto prendono parte al film Con la rabbia agli occhi (Death Rage) del regista Anthony M. Dawson. Si esibiscono alla 2ª Mostra Il Suono all'EUR - Palazzo dei Congressi.

### 1977
Il loro concerto, al Convento Occupato di Roma, sarà trasmesso dalla popolare trasmissione L'altra domenica. Sempre al Convento Occupato di Roma, sono la band di supporto al concerto del cantautore americano Shawn Philips che a quei tempi risiedeva a Positano. Ai Trafalgar Studios di Roma iniziano la registrazione dell'LP Sotto il segno dei pesci di A. Venditti.

### 1978
Nel gennaio, presso gli studi di registrazione della Fonit Cetra di Roma, iniziano la registrazione della colonna sonora Addavenì di A. Venditti. Firmano il contratto con l'etichetta discografica Philips Records di Milano.

### 1979
Nel marzo, presso i Trafalgar Studios di Roma, inizia la registrazione del loro primo LP Maida Vale. Registrano anche l'LP di Carlo Siliotto, Ondina. Nello stesso periodo iniziano le registrazioni di Buona Domenica, che continueranno per tutta l'estate. Nei famosi Marquee Studios di Londra, missano Maida Vale, il loro primo LP. La Philips/Polygram pubblica il loro primo LP Maida Vale. Dopo qualche giorno esce il 45 giri. Presentano in tour il loro LP Maida Vale. Nel corso dell'estate si concludono le registrazioni dell'LP Buona domenica di A. Venditti. Continua la promozione del loro LP Maida Vale con interviste radiofoniche. Il 19 settembre si esibiscono alla rassegna Rock al Mattatoio, con Pino Daniele.

### 1981
Iniziano le prove dell'LP Sotto la pioggia di A. Venditti e in maggio iniziano le registrazioni dei vari brani. Saranno realizzate Eleonora, Italia, Fellini, Torino. Riprendono le registrazioni dei loro provini per il loro nuovo LP. Alla session partecipa il batterista Bruno Bergonzi.

### 1982
Ai provini, del loro nuovo LP, partecipa il cantante Tony Tartarini già con i Cherry Five e Uovo di Colombo.

### 1983
Iniziano la registrazione del loro secondo LP (Qdisc) Figli dei figli della guerra. Il missaggio avviene presso gli studi Pollicino, di Roma. La IT di Vincenzo Micocci pubblica il loro Qdisc Figli dei figli della guerra. L'estate partecipano al Premio Rino Gaetano Città di Pescara vincendo l'edizione nella categoria nuovi artisti. Partecipano alla famosa trasmissione musicale Disco Ring.

### 1984
Alcuni elementi partecipano alle registrazioni dell'LP Cuore di Antonello Venditti.
Alla fine di questo anno Stradaperta, di comune accordo, dopo 10 anni di attività, ininterrotta, decidono di sciogliersi.
Comunque, vista la grande amicizia, i componenti del gruppo rimangono sempre in contatto tra di loro.

### Anni duemila
Il 25 settembre, nell'ambito della II mostra storico-documentaria per il 30º compleanno del Festival Pop di Villa Pamphili, il gruppo si esibisce, con una formazione "unplugged", presso la Cascina Farsetti - Villa Doria Pamphilj per la prima volta insieme dopo 20 anni. Questa la formazione: Renato Bartolini, Rodolfo Lamorgese, Claudio Prosperini, Marco Vannozzi con gli amici Giorgio Marconi (voce) e Pierluigi Campili (tastiere).
Il 9 dicembre 2013, per i lunedì dell'Arciliuto - Per chi suona la campana? Ricordando Giancarlo Cesaroni e le sue stanze polverose, Stradaperta Reunion. Questa la formazione: Renato Bartolini, Claudio Prosperini, Marco Vannozzi con gli amici Antonio Tartarini (voce), Pierluigi Campili (tastiere), Francesco Isola (batteria).

## In concerto con Antonello Venditti

### 1978
Nel maggio di questo anno partono per il tour (maggio - settembre) di Sotto il segno dei pesci .

### 1980
Partono per il tour invernale di Buona Domenica. A luglio inizia la tournée estiva di Buona Domenica con Antonello Venditti. Alla batteria arriva Bruno Bergonzi.

### 1982
Tour estivo di Sotto la pioggia .

### 1983
- Tour Amburgo
- Tour Dortmund, Westfalenhalle "ZDF RockPop in Concert"
- Concerto "Circo Massimo". In occasione dello scudetto della Roma si svolge, al Circo Massimo, uno dei più grandi concerti mai tenuti nella capitale. Dalle registrazioni live sarà pubblicato l'LP Circo Massimo di Antonello Venditti. Sarà l'ultimo concerto di Stradaperta con Antonello Venditti.

### 1984
- Concerto "Circo Massimo". Alcuni elementi (Renato Bartolini e Claudio Prosperini) partecipano al 2º concerto di Antonello Venditti al Circo Massimo.

### 2014
Reunion Stradaperta & Venditti - Ritorno al Futuro '70 '80 - La Festa 8 - 9 marzo 2014 PalaLottomatica Roma. Dopo 31 anni di nuovo insieme per cinque brani: - Sotto il Segno dei Pesci - Giulia - Sara - Modena - Bomba o non Bomba.

### 2015
Continua la collaborazione con Venditti - Tortuga Un Giorno in Paradiso - 5 settembre 2015 Stadio Olimpico.

### 2019
Tour italiano con Venditti - Sotto il Segno dei Pesci - Anniversary Tour.

### Formazione
- Renato Bartolini - chitarra acustica, chitarra elettrica, mandolino, voce (1974-presente)
- Rodolfo Lamorgese - chitarra acustica, percussioni, armonica a bocca (1974-presente)
- Claudio Prosperini - chitarra elettrica (1974-presente)
- Marco Vannozzi - basso, contrabbasso (1975-presente)

### Collaboratori
- Pierluigi Campili - Pianoforte, tastiere (2003-presente)
- Francesco Isola - batteria (2013)
- Tony Tartarini - voce (1982-2013)
- Bruno Bergonzi - batteria (1982-1983)
- Walter Gonini - batteria (1979 Tour)
- Peter Deno - voce (1975-1976)

### Ex-Componenti
- Marco Valentini - flauto, sassofono (1974-1984)
- Gianni Dearca - paroliere (1974-1982)
- Maurizio Lamorgese - chitarra acustica, percussioni (1974-1977)

## Discografia
Album in studio
- 1979 - Maida Vale
- 1983 - Figli dei figli della guerra

Album dal vivo
1975 - Domenica Musica (Maida Vale)
Raccolte
2002 - Antologia 1974-1984
Collaborazioni
- 1975 - Domenica Musica (AA.VV.)
- 1978 - Sotto il segno dei pesci (Antonello Venditti)
- 1978 - Addavenì (Antonello Venditti)
- 1979 - Buona Domenica (Antonello Venditti)
- 1982 - Sotto la pioggia (Antonello Venditti)
- 1983 - Circo Massimo (Antonello Venditti)
- 1984 - Cuore (Antonello Venditti)
- 1985 - Cento Città (Antonello Venditti)
- 1979 - Ondina (Carlo Siliotto)
- 1985 - Controluce (Bella Brace)
- 2014 - 70.80 Ritorno Al Futuro (Antonello Venditti)
- 2015 - Tortuga Un giorno in paradiso Stadio Olimpico (Antonello Venditti) 2CD + DVD
- 2019 - Sotto il Segno dei Pesci - Anniversary Tour (Antonello Venditti)